# Лікарня Цзіньїньтань
Лікарня Цзіньїньтань (спрощ.: 武汉市金银潭医院) — державна лікарня, розташована на проспекті Цзіньїньтань у субрайоні Цзянцзюньлу в районі Дунсіху міста Ухань у провінції Хубей, і безпосередньо підпорядковується міському управлінню охорони здоров'я Уханя. Лікарня Цзіньїнтан спеціалізується на лікуванні інфекційних захворювань. Лікарня Цзіньїньтань є однією з визначених лікарень для невідкладної медичної допомоги в Хубеї, включаючи Ухань. Керівником лікарні є лікар-пульмонолог Чжан Дін'юй. Його заступником є доктор Хуан Чаолінь.
На початку епідемії COVID-19 у Китаї багато інфікованих проходили лікування тут, у тому числі частина перших хворих на COVID-19. Станом на 23 січня 2020 року в лікарні перебувало 170 хворих із явищами пневмонії та майже 500 хворих із COVID-19 на піку епідемії в Ухані. У січні 2020 року група дослідників з лікарні опублікувала статтю, в якій вони висловили стурбованість тим, що вірус «набув здатності ефективно передаватись від людини до людини».